# Brian O'Nolan
Brian O'Nolan (em irlandês:  Brian Ó Nualláin; 5 de outubro de 1911 – 1 abril de 1966) foi um escritor, novelista e satirista, considerado uma das maiores figuras da literatura irlandesa do século XX.

## Vida
Nascido em Strabane, County Tyrone, ele é considerado uma figura-chave na literatura modernista e pós-moderna. Seus romances em inglês, como At Swim-Two-Birds e The Third Policeman, foram escritos com o pseudônimo de O'Brien. Suas muitas colunas satíricas no The Irish Times e um romance em irlandês An Béal Bocht foram escritos sob o nome de Myles na gCopaleen.
Os romances de O'Brien atraíram um grande número de seguidores por seu humor bizarro e metaficção modernista. Como romancista, O'Brien foi influenciado por James Joyce. Ele, no entanto, era cético em relação ao culto de Joyce, que ofusca muitos dos escritos irlandeses, dizendo: "Declaro a Deus se ouvir esse nome Joyce mais uma vez, com certeza vou espumar na boca".

## Pseudônimos
Com o nome de Flann O'Brien, Brian escreveu uma série de novelas e romances que atraíram grande atenção devido ao humor bizarro e a metaficção modernista presente nas obras, como At Swim-Two-Birds e The Third Policeman.

## Lista das principais obras

### Romances
- At Swim-Two-Birds (Longman Green & Co. 1939)
- The Third Policeman (escrito de 1939 a 1940, publicado postumamente por MacGibbon & Kee 1967)
- An Béal Bocht (creditado a Myles na gCopaleen, publicado por An Preas Náisiúnta 1941, traduzido por Patrick C. Power como The Poor Mouth 1973)
- The Hard Life (MacGibbon & Kee 1961)
- The Dalkey Archive (MacGibbon & Kee 1964)
- Slattery's Sago Saga (sete capítulos de um romance inacabado escrito por volta de 1964–1966, posteriormente publicado nas coleções Stories and Plays, Hart-Davis, MacGibbon 1973, e The Short Fiction of Flann O'Brien, Dalkey Archive Press 2013, editado por Neil Murphy & Keith Hopper.[6] Também foi adaptado como uma peça em 2010.[7]

### Colunas de jornal selecionadas
A coluna de jornal mais conhecida de O'Brien, "Cruiskeen Lawn", apareceu regularmente no Irish Times entre 1940 e 1966. A coluna foi inicialmente creditada a Myles na gCopaleen, mas a partir do final de 1952 foi publicada sob o nome de Myles na Gopaleen. As seleções desta coluna apareceram em quatro coleções:
- The Best of Myles (MacGibbon & Kee 1968)
- Further Cuttings from Cruiskeen Lawn (Hart-Davis, MacGibbon 1976)
- The Hair of the Dogma (Hart-Davis 1977)
- Flann O'Brien at War: Myles na gCopaleen 1940–1945 (Duckworth 1999); also published as At War.

O'Brien também escreveu uma coluna, "Bones of Contention", que apareceu sob o nome de George Knowall no The Nationalist and Leinster Times of Carlow entre 1960 e 1966. As seleções foram publicadas como
- Myles Away from Dublin (Granada 1985).

### Outras coleções
- A Bash in the Tunnel (o ensaio de O'Brien sobre James Joyce com este título aparece neste livro editado por John Ryan, publicado pela Clifton Books 1970, ao lado de ensaios de Patrick Kavanagh, Samuel Beckett, Ulick O'Connor e Edna O'Brien).
- Stories and Plays (Hart-Davis, MacGibbon 1973), compreendendo Slattery's Sago Saga, "The Martyr's Crown", "John Duffy's Brother", "Faustus Kelly" e "A Bash in the Tunnel")
- The Various Lives of Keats and Chapman and The Brother, editado e apresentado por Benedict Kiely, Hart-Davis, MacGibbon 1976, ISBN  0 246 10643 3
- Myles Before Myles (Granada 1985), uma seleção de escritos de Brian O'Nolan da década de 1930.
- Rhapsody in St Stephen's Green (peça, uma adaptação de Pictures from the Insects' Life), (Lilliput Press 1994)[8]
- The Short Fiction of Flann O’Brien, editada por Neil Murphy & Keith Hopper (Dalkey Archive Press 2013), incluindo "John Duffy's Brother", "Drink and Time in Dublin" e "The Martyr's Crown"
- Plays & Teleplays, editado por Daniel Keith Jernigan, Dalkey Archive Press 2013, ISBN 978-1-56478-890-0